# Iglesia parroquial de Ushuaia
La Iglesia Parroquial de Ushuaia, construida en 1898 y perteneciente a la Iglesia católica, fue declarada Monumento Histórico Nacional mediante el Decreto del PEN Nº 64 del 29 de enero de 1999, instrumento que incluyó simultáneamente a varios edificios y sitios de la Provincia de Tierra del Fuego, Antártida e Islas del Atlántico Sur.

## Historia y características

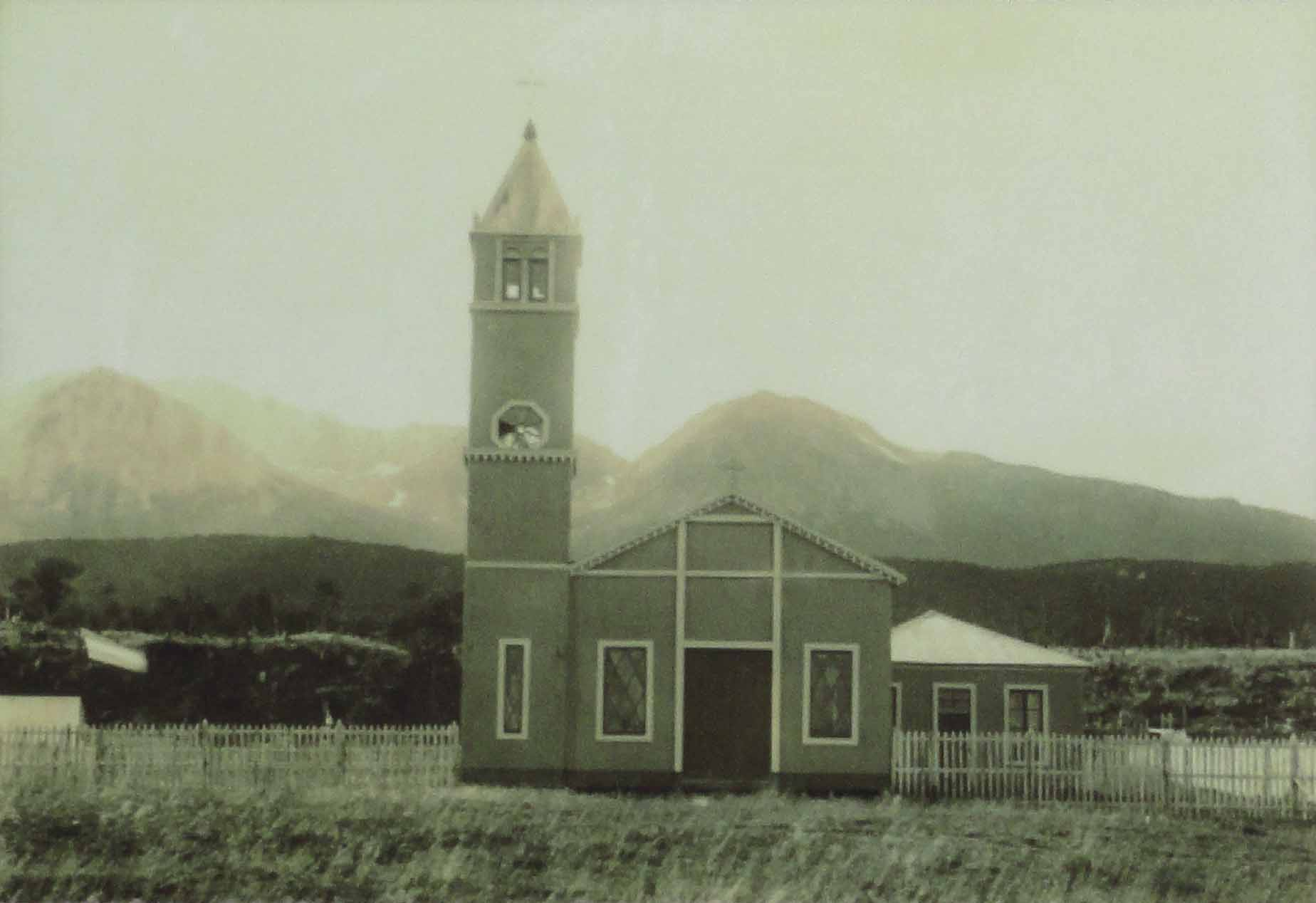
La iglesia en sus primeros años.

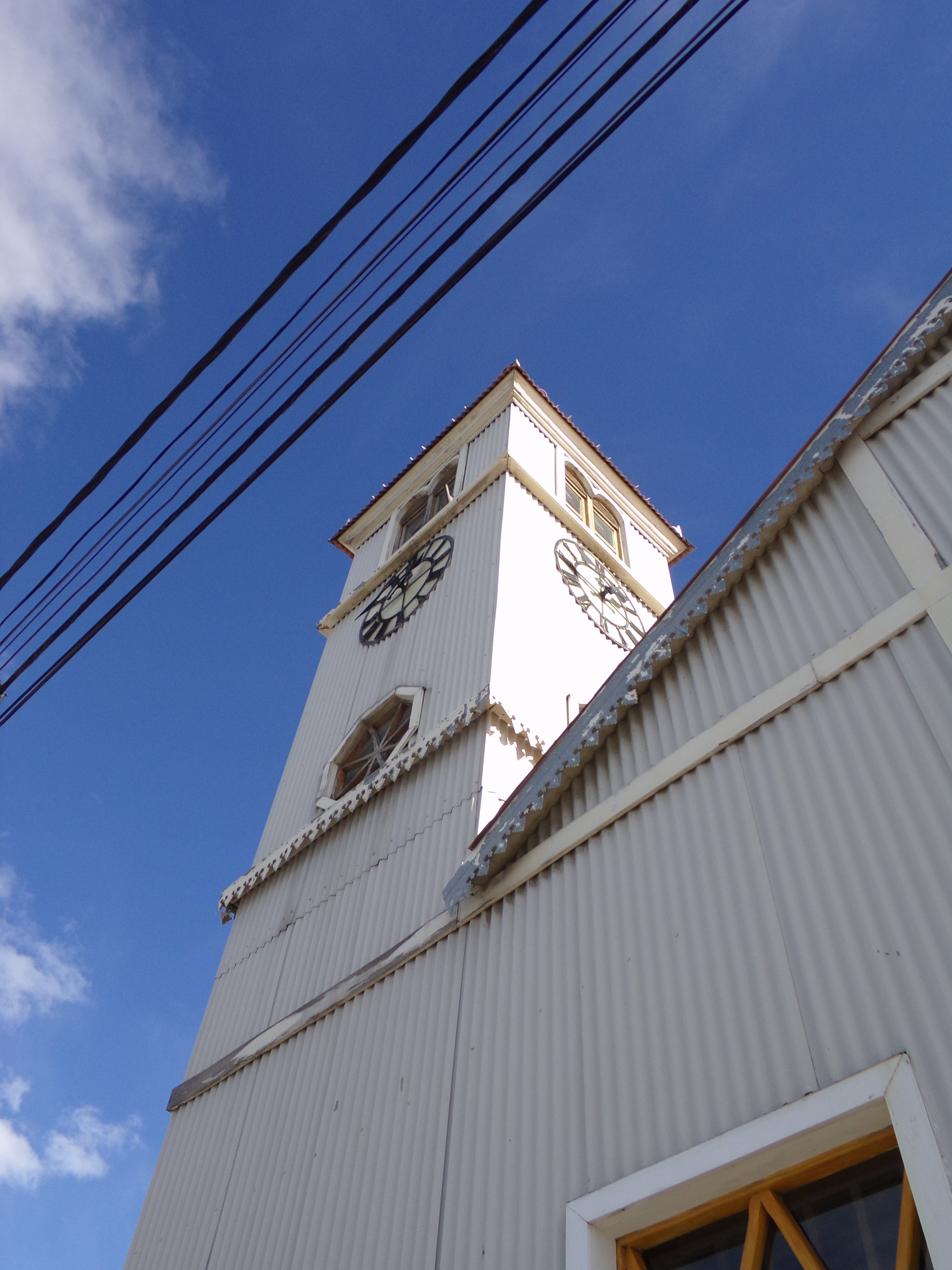
Detalle del frente y la torre.

Entre las consideraciones del decreto, se destaca la enorme contribución de la obra de los salesianos al desarrollo de la Patagonia Argentina, en una oportunidad propicia por conmemorarse 100 años de la oficialización al culto de dicha iglesia.
El edificio primitivo ha sido refaccionado, siguiendo los planos originales, a fin de dotarlo de una nueva torre campanario, remodelando también el coro y el frente. La edificación está hecha de madera y chapa, típica del extremo sur argentino.
Está ubicado en un predio de mayor extensión, que aloja varios edificios de la comunidad salesiana (sección A, macizo 68, parcela 3a) sitio en la actual Avenida Maipú Nº 939, entre calles Don Bosco y Juan Manuel de Rosas.
El edificio primitivo fue inaugurado al culto el 24 de diciembre de 1898, celebrando varios bautismos el padre salesiano Juan Fossati. Fue el primer lugar estable y público de culto católico en Ushuaia, y el primero en contar con un sacerdote residente, pues hasta entonces se oficiaban misas en forma esporádica, a cargo de sacerdotes visitantes. Además, hasta entonces existían solamente lugares de culto de la Iglesia Anglicana.
Su concreción se debió al impulso de los padres José Fagnano (Párroco de Patagones) y José María Beauvoir (primer sacerdote salesiano que llegó a Ushuaia), y al apoyo institucional de los gobernadores Mariano Cornero (1890 -1893) y Pedro Godoy (1893-1899).
Con respecto al año de construcción, existe discrepancia entre las fechas asignadas por las fuentes consultadas pudiendo ser 1894 (según la referencia 2), y 1896, según el texto del Decreto 64/99.
Hacia 1944, debido a la pobreza de recursos, la iglesia y la casa parroquial se encontraban en mal estado de conservación y con falta de comodidades, lo cual motivó a algunas damas protectoras, a gestionar un subsidio al Ministerio de Obras Públicas de la Nación para proceder a su reconstrucción. La gestión culminó en 1949 con la construcción, en otro lote de la misma manzana, de un nuevo templo (la actual Iglesia de Nuestra Señora de la Merced, en calles Don Bosco y San Martín) en reemplazo del viejo edificio. En la misma manzana fue construido el Colegio Don Bosco, incluyendo un gimnasio.
Se encaró posteriormente la reconstrucción de la primitiva parroquia, siguiendo los planos originales. Estas obras culminaron antes del decreto de 1999 (según se desprende del texto), y se reanudaron los oficio religiosos.